# San Martín de Afuera P. de Bueu
Bueu (llamada oficialmente San Martiño Fora de Bueu) es una parroquia del municipio español de Bueu, en la provincia de Pontevedra, Galicia.

## Toponimia
La parroquia también es conocida por los nombres de San Martín Afuera de Bueu, San Martín de Afuera de Bueu, San Martín de Afuera P. de Bueu y San Martiño Fora P. de Bueu.

## Organización territorial
La parroquia está formada por dieciocho entidades de población:
- A Canceliña
- A Carrasqueira
- A Cividá
- A Graña
- A Portela
- A Ramorta
- As Meáns
- Loureiro
- Meiro
- O Enleito
- O Norte
- O Outeiro
- O Valado
- O Viso
- Petis (Petís) (Pitis)
- Soutelo
- Trasouto
- Xexide

## Demografía
| Gráfica de evolución demográfica de Bueu entre 2000 y 2023 |
|                                                            |
| Datos según el nomenclátor publicado por el INE.           |